# Герб Красномайского
Герб муниципального образования «городское поселение посёлок Краснома́йский» Вышневолоцкого района Тверской области Российской Федерации — опознавательно-правовой знак, являющийся символом статуса и самоуправления района.
Герб утверждён Решением Совета депутатов городского поселения посёлка Красномайский № 35 от 14 ноября 2006 год
Герб внесён в Государственный геральдический регистр Российской Федерации под регистрационным номером 3034.

## Описание герба
«В серебряном поле лазоревая правая перевязь, сопровождаемая вверху пурпурной с лазоревым абажуром лампой (Болотинской лампой), внизу — червлёной, огранённой золотом, звездой о пяти лучах на таком же, возникающем снизу, шпиле. Щит увенчан муниципальной короной установленного образца для городских поселений».

## Обоснование символики
Лазоревая перевязь означает, что река Шлина делит посёлок пополам.
Болотинская лампа символизирует богатые художественные традиции стекольного завода.
Красная звезда на башне Московского Кремля показывает самое известное изделие завода «Красный Май» — кремлёвские звёзды.